# Micaela Sengáriz
Micaela Sengáriz, (Óriz, Navarra, hacia 1751 - Pamplona, después de 1823), más conocida como "Viuda de José Francisco de Rada" –como firmaba en sus trabajos– fue una librera, editora e impresora española afincada en Pamplona, con actividad profesional entre 1806 y 1823.

## Vida
Nacida en Óriz, en la Cuenca de Pamplona, hacia 1751, era hija de Miguel José Sengáriz y de Juana María de Esparza. Se casó en 1791 con el impresor José Francisco de Rada, quien dos meses antes de morir hizo testamento en favor de Micaela. Tras el fallecimiento de su esposo, el 19 de marzo de 1806, ella figuró como titular del negocio durante 17 años, hasta 1823, fecha en la que debió de producirse su muerte, cuando sobrepasaba los setenta años.
Micaela Sengáriz residió siempre en la vivienda familiar de su esposo, en el número 70 de la calle Descalzos, perteneciente a la parroquia de San Saturnino de Pamplona. En este mismo edificio se encontraban la imprenta y la librería. 
Como era habitual en su época, no firmó los trabajos con su nombre y lo hizo indistintamente como “Viuda de José Francisco de Rada” o “Viuda de Rada”.
No tuvo hijos y fue su heredero un sobrino, Francisco Erasun y RadaFDel en, cuyo nombre aparece en el pie de imprenta desde 1824 hasta 1866.

## Imprenta y librería
No se tiene noticia del equipamiento de la imprenta y librería  y tampoco del personal contratado. Cabe pensar que mantuvo a su servicio el que había tenido su marido, y que fueron pocas personas, como se puede deducir del hecho de que en 1816 el carmelita descalzo Bartolomé de Santa Teresa repartió la impresión de sus obras Euscal-errijetaco olgueeta ta dantzeen y Jaungoicoaren amar aguindubeetaco entre los talleres de Joaquín Domingo, al que correspondió la primera parte, y de Micaela Sengáriz. Probablemente consideraría que una sola imprenta no podría entregar los dos tomos en un plazo razonable. 
Es posible que Francisco Erasun y Rada aprendiera el oficio en el taller familiar y se hiciera cargo de su dirección, aunque su tía figurara en los pies de imprenta como titular del mismo.

## Actividad impresora
La imprenta y librería tuvieron un nivel de actividad semejante al que habían tenido en tiempos de su difunto esposo, José Francisco de Rada. Y ello, a pesar de los tiempos convulsos que tuvo que soportar, como la Guerra de la Independencia, el Trienio Liberal, la Guerra Realista, y la restauración del absolutismo por la Santa Alianza en 1823, precisamente el año de su fallecimiento.

### Producción de impresos
El ritmo de producción de impresos es bajo aunque regular, ya que prácticamente se registan trabajos en todos los años. Destaca el fuerte incremento observable en el cuatrienio 1820-1823 –ocupado en parte por el Trienio Liberal– en el que está datada casi la mitad de sus impresos.
| Producción de la imprenta de Micaela Sengáriz (1806-1823) |
| --------------------------------------------------------- |
|                                                           |

Dispone de tipos regulares y buenos; el papel suele ser de deficiente calidad, un aspecto que afectaba a buena parte de los talleres de la capital navarra. En cuanto a la calidad tipográfica, sus trabajos están muy por debajo de la media de sus colegas.

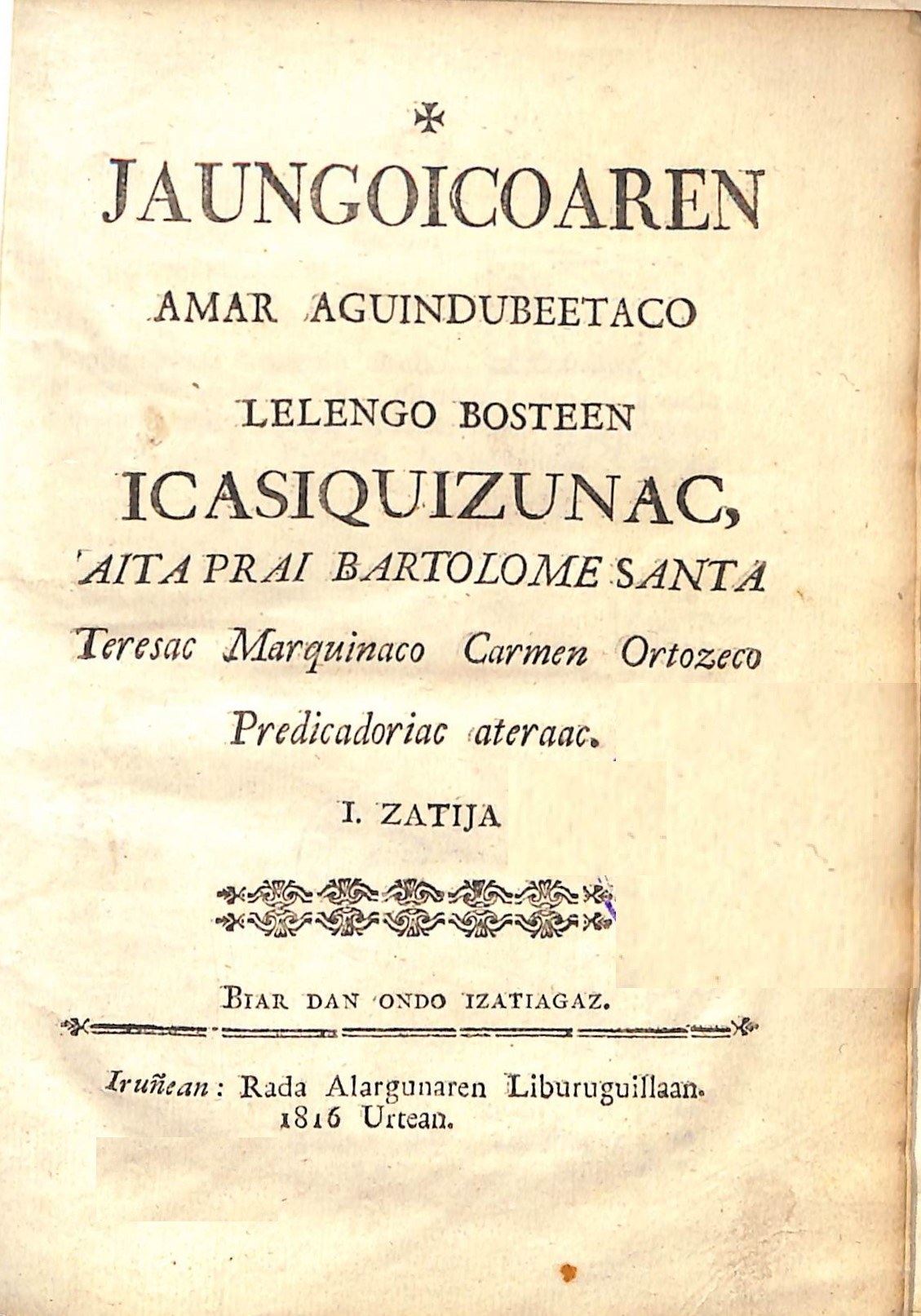
Libro de devoción en vascuence de Bartolomé de Santa Teresa, prior del convento de carmelitas descalzos de Marquina

Su nombre figura en el pie de imprenta de 37 trabajos ejecutados entre 1806 y 1823, lo que representa una media de dos por año, algo superior a la media correspondiente al conjunto de los tipógrafos navarros de este tiempo. Quedarían sin contabilizar encargos de menor entidad que se han perdido y que ocuparían la mayor parte de la actividad cotidiana.  
De los 37 trabajos conocidos, ocho tienen menos de 49 páginas, por lo que desde el punto de vista bibliográfico son folletos en el mejor de los casos. Veintiún libros tienen menos de cien páginas, lo que refleja el carácter modesto de la imprenta, y solo tres tienen más de cuatrocientas.
Este es el caso del conocido Prontuario de la Teología Moral (1819) del dominico Francisco Larraga; del Ensayo histórico crítico sobre la legislación de Navarra (1820) de José María de Zuaznavar, a la sazón “magistrado de la Audiencia de Pamplona”, que ocupa dos tomos en octavo con mil páginas; de este mismo autor, al año siguiente y en esta  imprenta, publicará un informe sobre la represión del contrabando en Cervera del Río Alhama, en la frontera de Castilla y Navarra. La tercera publicación de más de cuatrocientas páginas está en “idioma vascongado”, lleva el título de Jaungoicoaren amar aguindubeetaco y se reparte en dos tomos en cuarto que se publicaron en 1816 y 1817; en esta obra su autor el fraile vizcaíno Bartolomé de Santa Teresa, prior del convento de carmelitas descalzos de Marquina, comenta los diez mandamientos. Dos años más tarde encargará nuevamente a Micaela Sengáriz la impresión del Eleisaco zazpi sacramentuben icasiquizunac, una recopilación de sermones sobre los sacramentos que ocupa un volumen de algo menos de cuatrocientas páginas.
La imprenta atendía fundamentalmente encargos procedentes de Navarra, y de manera especial de Pamplona, sede de las instituciones civiles y eclesiásticas del Reino. Sin embargo, en ocasiones recibió pedidos de fuera de sus fronteras. Entre 1816 y 1819 imprimió las obras mencionadas de Bartolomé de Santa Teresa; otro tanto sucedió en 1820 cuando el convento de la Enseñanza de Vergara le encomendó la impresión de la vida de la fundadora, Concepción Sáenz de Tejada, que había fallecido recientemente; dos años más tarde atendió el encargo del ayuntamiento constitucional de Tarazona para imprimir un manifiesto. En ninguna de las tres localidades mencionadas había una imprenta, aunque podían encontrarse más próximas que Pamplona en Bilbao, San Sebastián y Zaragoza respectivamente.

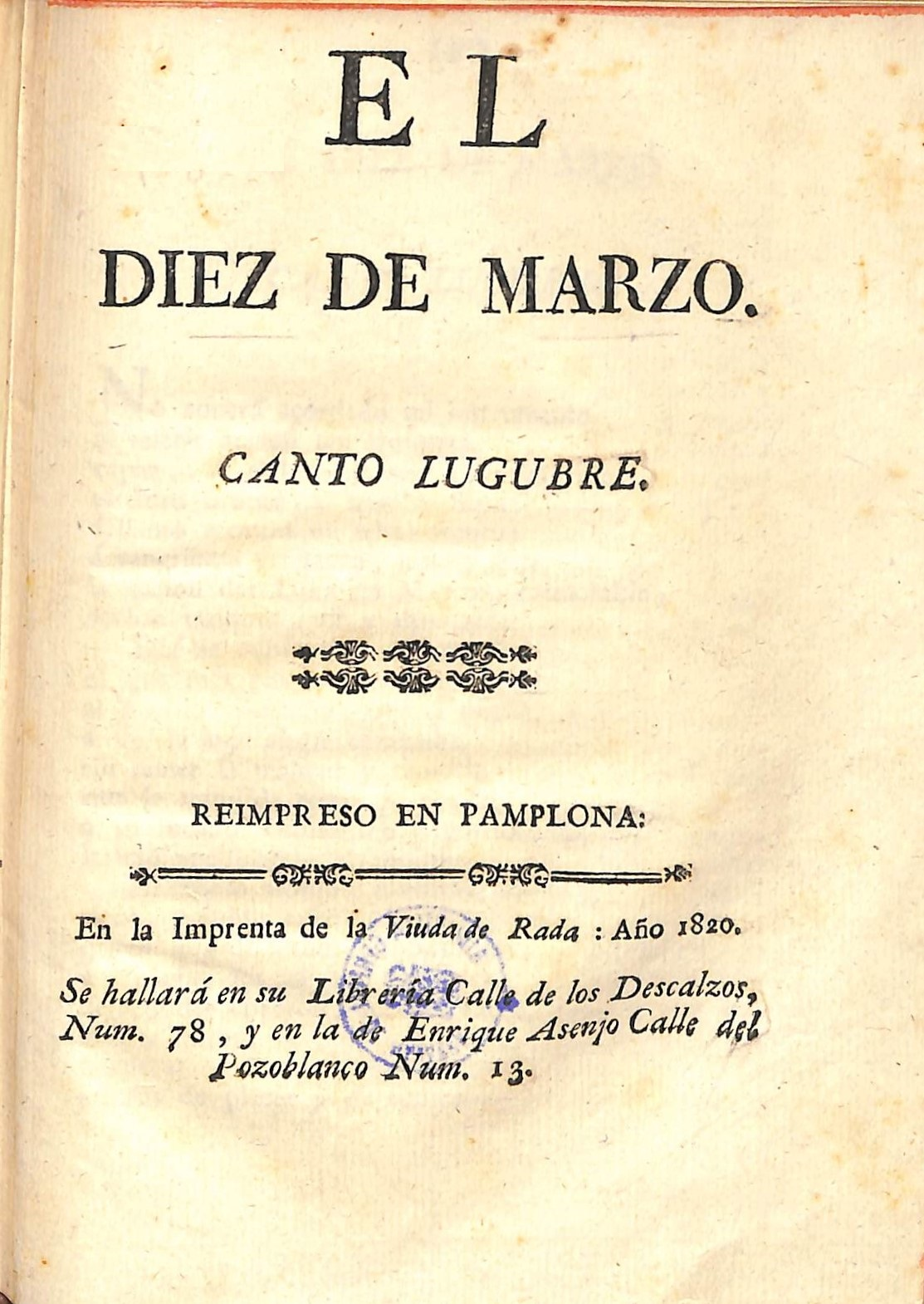
Folleto de contenido político (1820) puesto a la venta en las librerías pamplonesas de Micaela Sengáriz y de Enrique Asenjo

### Temática de las impresiones
Dos terceras partes de las impresiones comentadas son de temática religiosa, y ello fundamentalmente porque el taller imprime cada año para el Hospital General de Pamplona el calendario litúrgico de la diócesis, el Ordo recitandi officium divinum –coloquialmente llamado "Gallofa" o "Añalejo", por su periodicidad—, que redacta Bernardo Astrain y que esa institución benéfica vende en régimen de monopolio. Se tiene noticia de la existencia de ejemplares, correspondientes a trece años, publicados entre 1806 y 1823, por lo que cabe pensar que su aparición fue anual, aunque parece que no llegó a publicarse en algunos años de la Guerra de Independencia y del Trienio Liberal. 
Los encargos del Hospital serían particularmente rentables. Conviene tener presente que la imprenta tenía al Hospital como cliente desde los tiempos del suegro de Micaela, Martín José de Rada.
Los asuntos de actualidad política, aireados en el Trienio Liberal gracias a la libertad de imprenta, tuvieron una presencia significativa en la producción del taller de Micaela Sengáriz.  Por este motivo vieron la luz relaciones de sucesos, manifiestos y escritos polémicos que en ocasiones eran reimpresiones de papeles editados en Madrid. Se trata, por lo general, de trabajos de poca paginación, impresos con premura y sin cuidado y, en consecuencia, de precio bajo. En este tiempo convulso vio la luz un folleto curioso: Sinopsis teórica del contagio de la fiebre amarilla: medios para preservarse de ella [...] y modo de tratar los sospechosos, los enfermos y los cadáveres.  
El apartado temático del Derecho se reduce a las obras citadas de Zuaznavar, en tanto que las letras tienen una presencia irrelevante, donde únicamente aparecen el Libro Quinto de la Gramática de Nebrija (1806) y el Catón christiano de Jerónimo Rosales (1807), que vendía el Hospital General de Pamplona en régimen de monopolio.

## Actividad editora
En ocasiones intervino como editora, como se comprueba en los impresos menores que sacó a la luz durante el Trienio Liberal, entre los que figuran sendas crónicas y declaraciones del liberal Evaristo Fernández de San Miguel o el sermón de san Hermenegildo, pronunciado el 13 de abril de 1820 por José del Salvador, favorable al absolutismo de Fernando VII, que Francisco Martínez Dávila había publicado en Madrid. En la portada de estos impresos de coyuntura se anuncia su venta en la librería de la “Viuda de Rada” y en la que Enrique Asenjo tiene en el número 13 de la calle Pozoblanco.

## Galería de imágenes

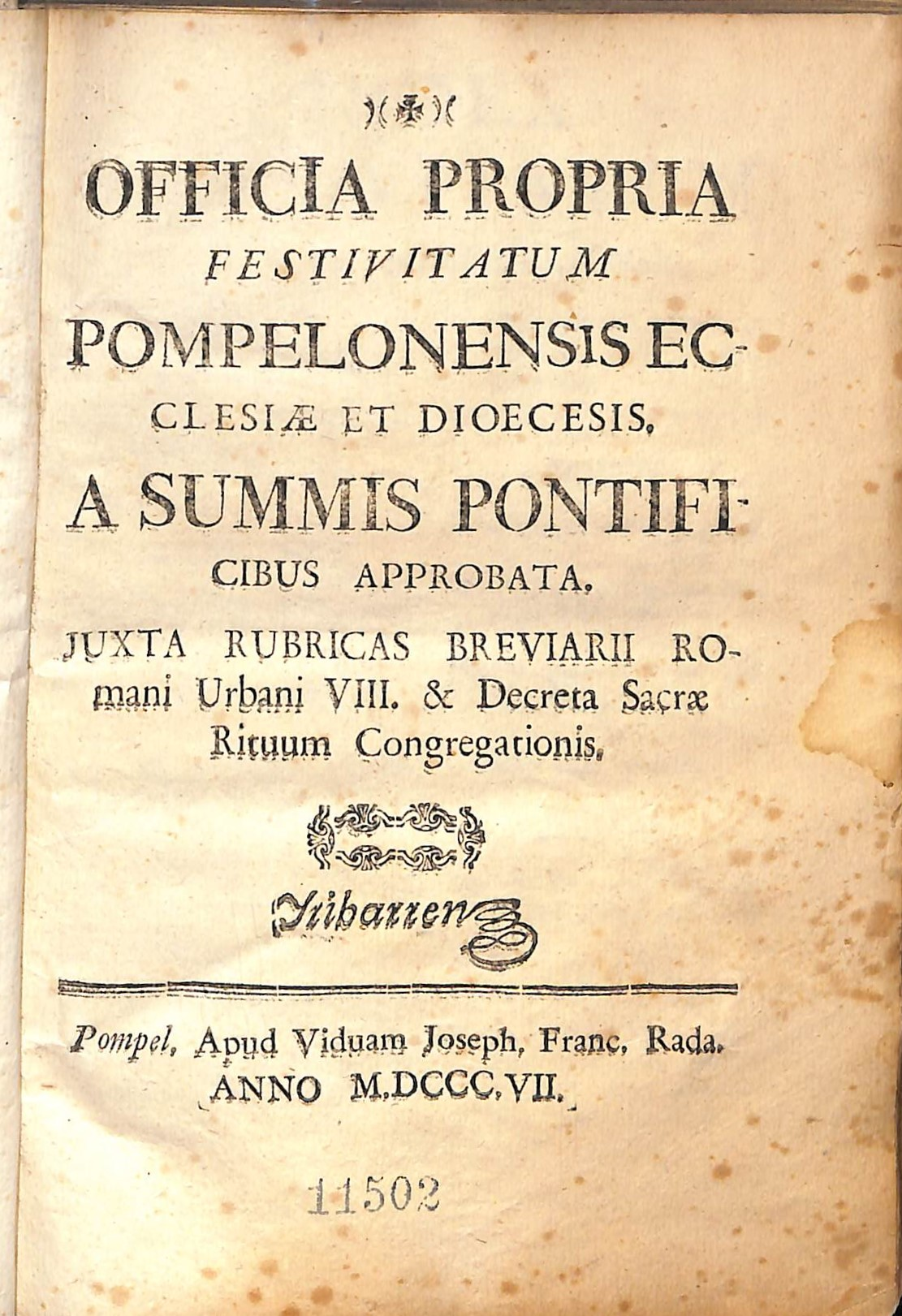
Publicación editada en monopolio por el Hospital General de Pamplona (1807). Muestra el sello de su administrador, "Iribarren", para confirmar que se trata de una edición legal
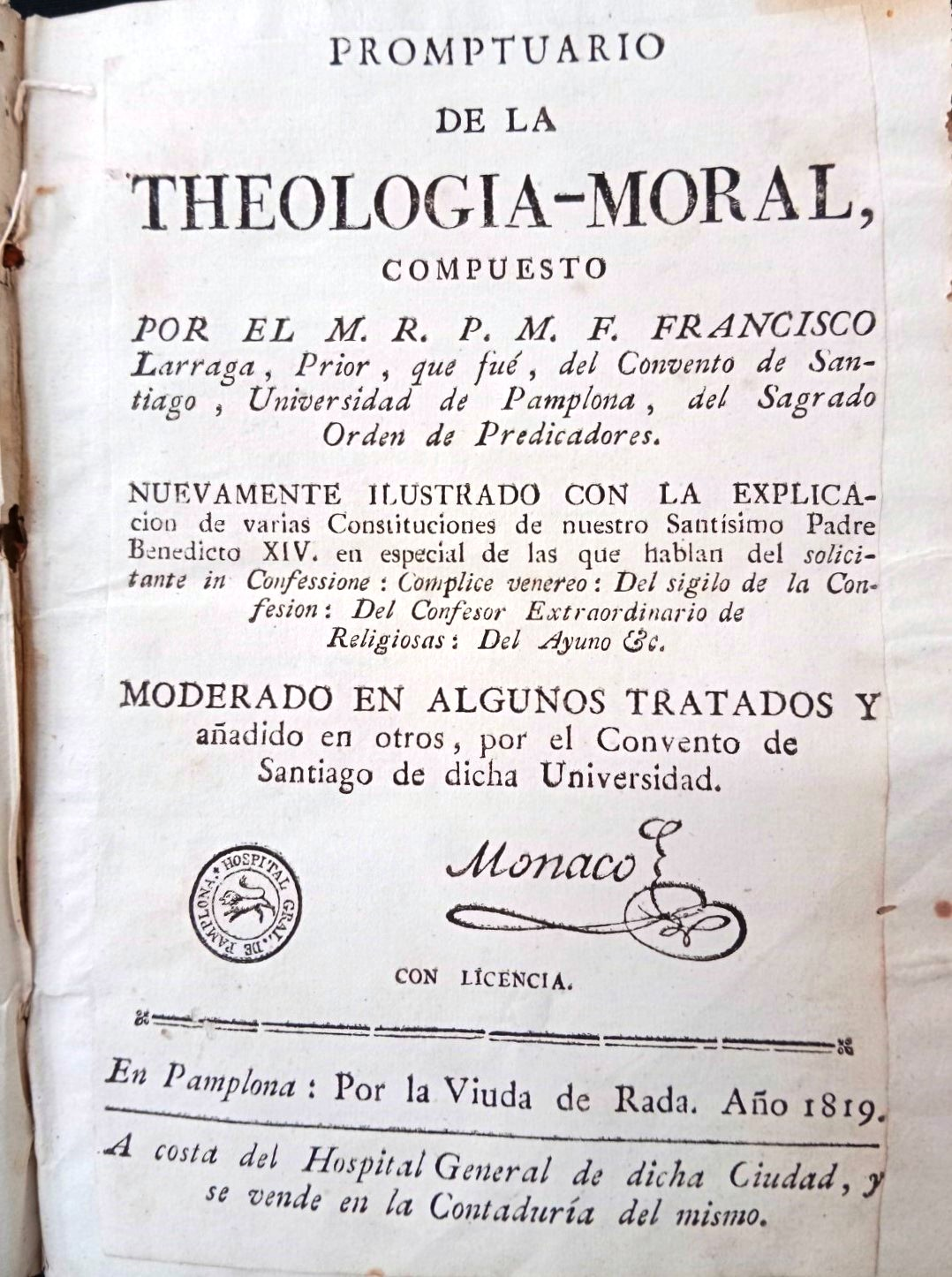
Edición del Prontuario de la Teología Moral de Francisco de Larraga, dominico del convento de Pamplona (1819). Lleva el sello "Mónaco" del administrador del Hospital General de Pamplona, la entidad editora
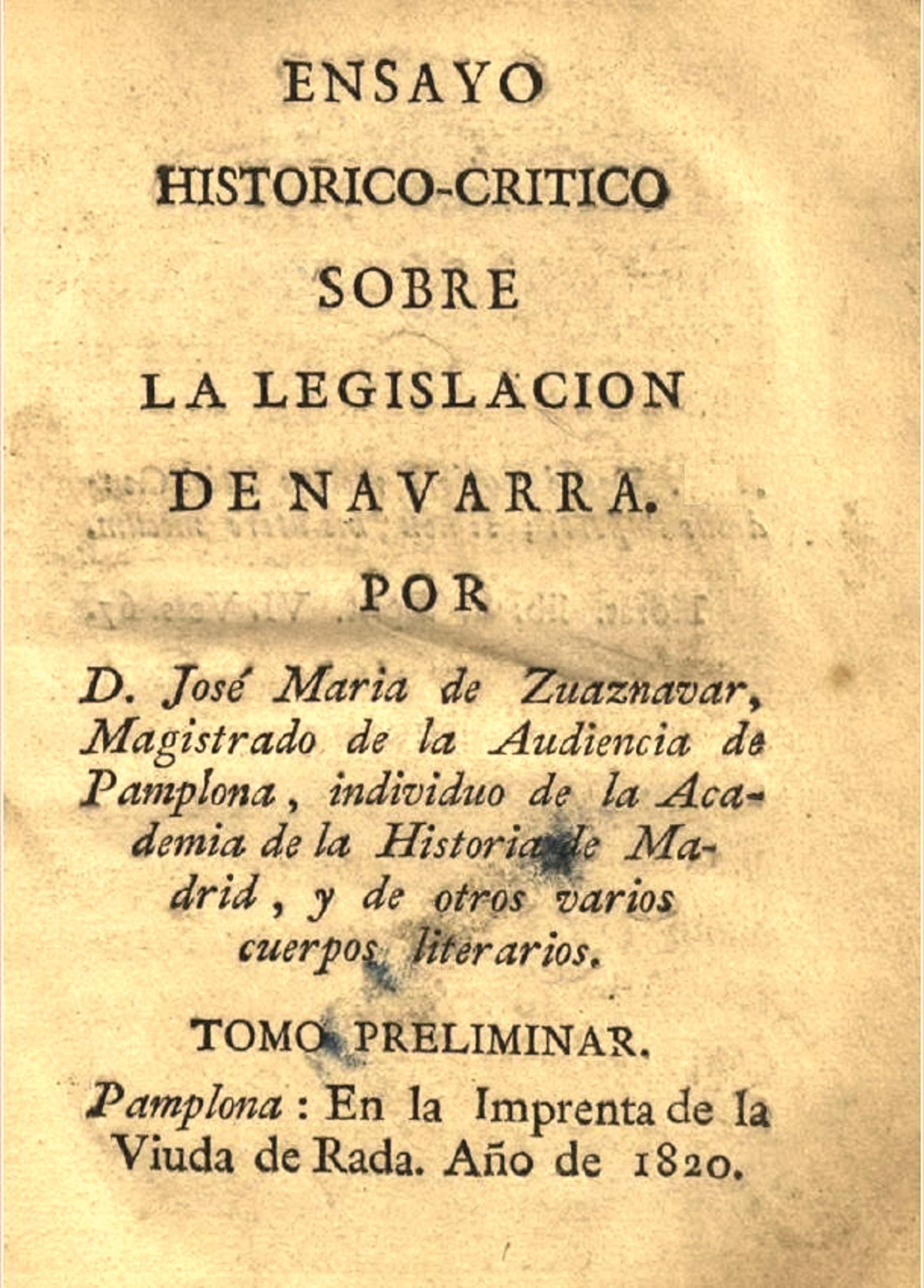
Trabajo de Derecho impreso en dos tomos "en la imprenta de la viuda de Rada" (1820)
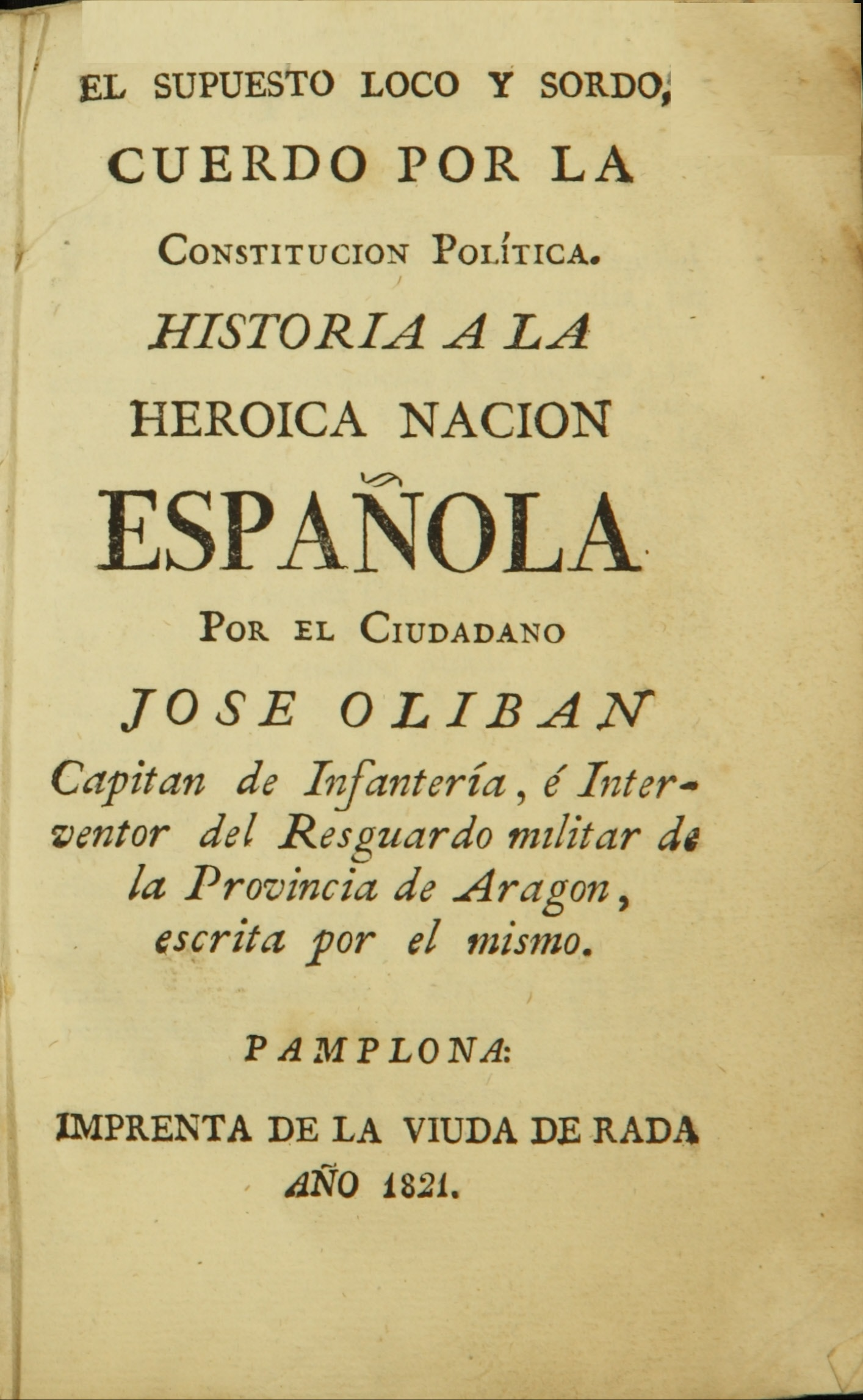
Relato de los sufrimientos padecidos por el "ciudadano José Olibán" encerrado en la cárcel por sus ideas liberales en 1816, donde fingió estar "loco y sordo" (1821)
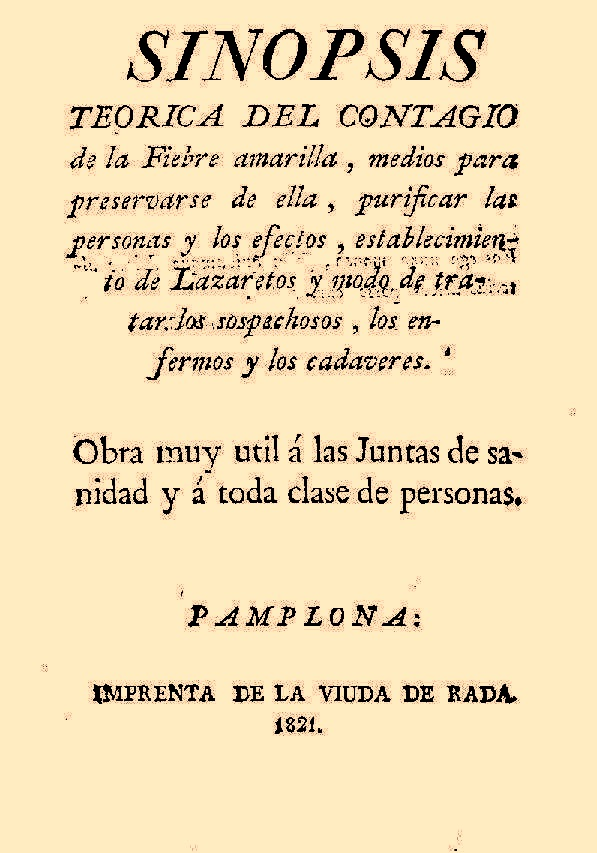
Folleto sobre la fiebre amarilla (1821)
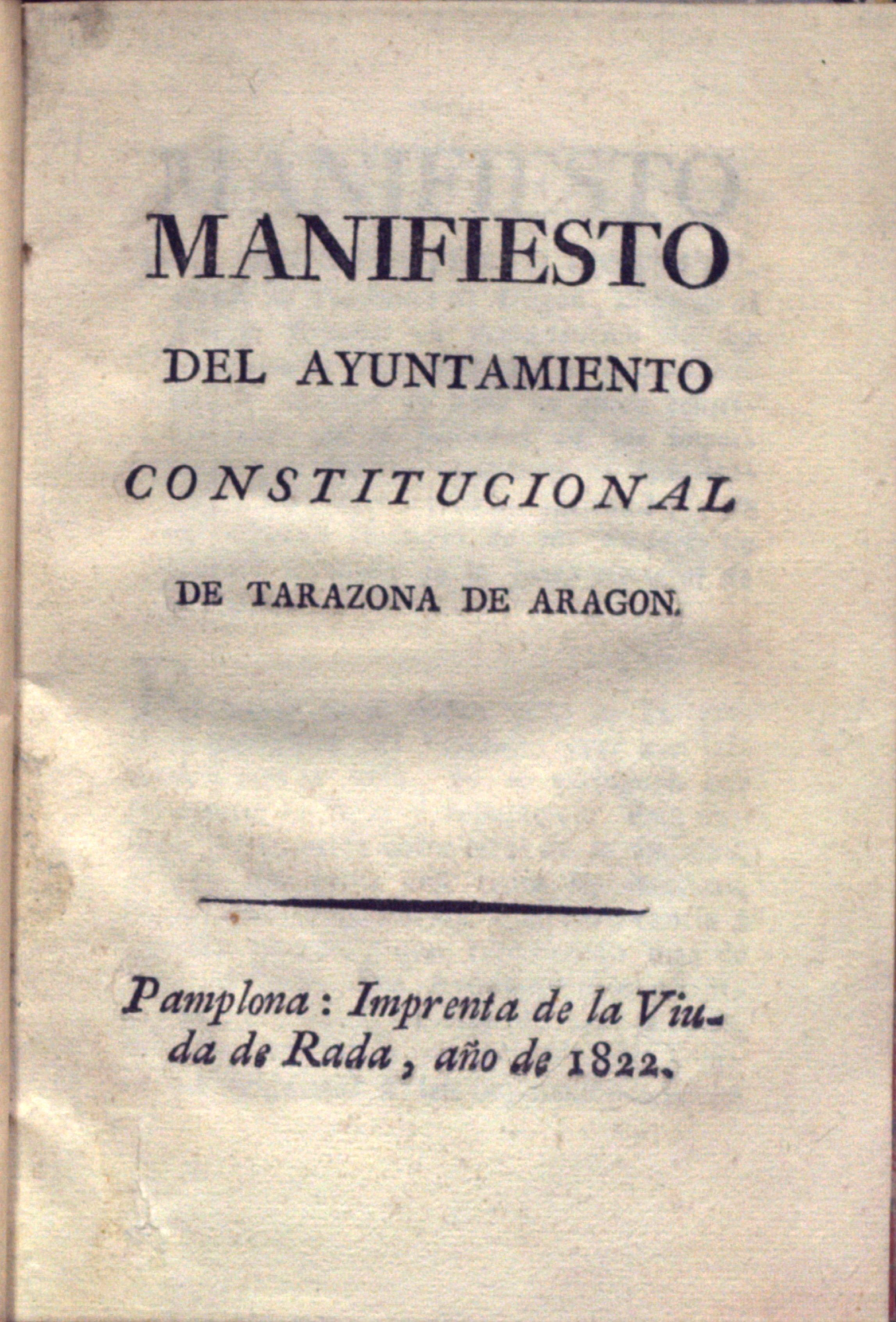
"Manifiesto del ayuntamiento constitucional de Tarazona de Aragón" (1822)